# Street Fighter IV
Street Fighter IV (яп. ストリートファイター IV Сутори:то Фаита: Фо:) — мультиплатформенная видеоигра в жанре файтинг из серии Street Fighter, разработанная (совместно с компанией Dimps) и впервые выпущенная компанией Capcom в 2008 году. Она стала первой номерной частью серии, выпущенной с 1999 года (спустя девять лет после выхода Street Fighter III: 3rd Strike).
Релиз аркадной версии игры, базирующейся на аркадной системе Taito Type X2, состоялся в Японии 18 июля 2008 года; в августе того же года импортные автоматы с игрой поступили в аркадные залы в Северной Америке. Домашние версии игры для консолей PlayStation 3 и Xbox 360 вышли в феврале 2009 года; релиз компьютерной версии для ОС Windows состоялся в июле того же года. Версия для мобильной ОС iOS вышла в марте 2010 года. В последующем, игра получила несколько обновлённых версий, внесших различные изменения и дополнения в геймплей, состав персонажей и баланс боевой системы.
По состоянию на сентябрь 2013 года продажи консольных версий игры составили до 3,3 миллионов копий по всему миру; в общей совокупности продажи игры вместе с её различными обновлёнными и дополненными версиями составили до 8 миллионов копий. После выхода игра получила положительные отзывы от различных изданий игровой направленности; некоторыми критиками игра считается одной из лучших в своём поколении.

## Геймплей
В общих чертах Street Fighter IV представляет собой двухмерный файтинг с сел-шейдерной трёхмерной графикой, выполненной в манере, близкой к суми-э. Продюсер игры Ёсинори Оно отметил, что хотел бы видеть игру более близкой к Street Fighter II, нежели к более поздним играм; соответственно, было решено отказаться от механики парирования, введённой в подсерии Street Fighter III. Главными же нововведениями, введёнными в Street Fighter IV, стали фокус-атаки и ультра-комбо (см. ниже). Традиционная шестикнопочная схема управления, использовавшаяся в предыдущих играх, вернулась в Street Fighter IV с новыми особенностями и техниками, интегрированными в систему ввода, смешав таким образом классический геймплей с дополнительными инновациями.
Несмотря на то, что в целом боевая система Street Fighter IV во многом наследует принципам, заложенным в играх подсерии Street Fighter II, некоторые вновь появившиеся элементы были ранее в играх подсерии Street Fighter III. В частности, из SFIII в SFIV перешли улучшенные версии спецприёмов. Как и в SFIII: 3rd Strike, броски в SFIV инициируются нажатием кнопок лёгких ударов рукой и ногой, тогда как нажатие кнопок мощных ударов рукой и ногой используется для выполнения насмешек и уникальных анимаций для персонажа. Нажатие кнопок средних ударов рукой и ногой инициирует фокус-атаку. Также в игру вернулись возможности рывка для быстрого перемещения по арене и быстрого подъёма при падении. Возможность высокого прыжка в игре имеется только у Краймсон Вайпер и Дана (у последнего — ввиду возможности выполнения насмешки в воздухе).
В игре присутствуют две отдельные энергетические шкалы, одна из которых — шкала супер-комбо (англ. Super Combo gauge) разделена на четыре деления и предназначена под выполнение супер-комбо (англ. Super Combo, требуют полной шкалы), улучшенных версий спецприёмов — так называемых EX-спецприёмов (англ. EX Special Moves, требуют одного деления шкалы) и фокус-прерываний (англ. Focus Cancel, требует двух делений шкалы), а другая, официально называемая шкалой мщения (англ. Revenge Gauge), разделена на две части и расходуется на выполнение ультра-комбо (подробнее см. ниже).
Также разработчики намечали включение в игру бонусных мини-игр, но от этой идеи решили отказаться, поскольку, по словам Ёсинори Оно, при прохождении этих уровней у игроков нет возможности проиграть, что таким образом отнимает деньги у операторов аркадных автоматов.

### Фокус-атаки
Введённые в Street Fighter IV так называемые фокус-атаки (англ. Focus Attack, предохраняющие атаки (англ. Saving Attack) в японской версии) являются полностью новой механикой и вместе с тем коренной частью боевой системы игры. Фокус-атака, будучи задействованной в бою, позволяет игроку поглотить урон, полученный его персонажем от атаки персонажа другого игрока и начать контратаку. Фокус-атака выполняется совместным нажатием кнопок средних ударов рукой и ногой.
В действии фокус-атаки различают две фазы. В первой фазе персонаж игрока принимает соответствующую стойку, и в это время он может поглотить урон от атаки персонажа другого игрока (подробнее см. ниже). Вторая фаза являет собой непосредственно контратаку, становящейся тем мощнее, чем дольше игрок удерживает сочетание кнопок средних ударов рукой и ногой. При нанесении атаки, оглушенный персонаж оппонента некоторое время беспомощно стоит, после чего падает наземь, позволяя игроку в это время нанести следующий удар для нанесения дополнительного урона; если же атака была получена в воздухе, персонаж оппонента отлетает от атакующего. Различают три уровня зарядки фокус-атаки по продолжительности удерживания кнопок и сопутствующими спецэффектами на модели персонажа: на первом из которых ввод в нокдаун возможен только в случае нанесения удара во время удара персонажа другого игрока и может быть заблокирована; на втором уровне ввод в нокдаун возможен при любых случаях попадания, но всё ещё может быть заблокирована; на третьем и максимальном уровне зарядки атака не может заблокирована.
Во время первой фазы фокус-атаки, а также EX-версий некоторых спецприёмов (как, например, Flying Powerbomb Зангиева), персонаж игрока обладает свойством Super Armor (с англ. — «суперброня»), позволяющим поглотить урон от атаки оппонента, при попадании засчитываемый как «белый» и позднее восстанавливающийся со временем; однако, только одиночный удар может быть поглощён во время подготовки фокус-атаки; при атаке приёмами, включающими большее количество ударов, поглощённый урон будет присовокуплён к нанесённому урону. Также у каждого (за исключением Зангиева) персонажа имеется как минимум один приём, обладающий свойством Armor Break (с англ. — «прорыв брони»), позволяющим игнорировать свойство Super Armor у игрока-оппонента.
В ходе подготовки фокус-атаки игрок может совершить прерывание фокус-атаки в рывок (англ. Focus Attack Dash Cancel, FADC) вперёд либо назад относительно противника. Наконец, при наличии в энергетической шкале двух и более делений, игрок может прервать некоторые спецприёмы в фокус-атаку, осуществив, таким образом, так называемое фокус-прерывание (англ. Focus Cancel), технически схожее с механикой Roman Cancel из серии Guilty Gear. В данном случае, при инициации фокус-атаки во время выполнения спецприёма, анимация последнего прерывается и переходит в анимацию фокус-атаки. Это позволяет игроку предусмотреть время, чтобы отменить спецприём в фокус-атаку, и в свою очередь, отменить фокус-атаку в рывок вперёд, что предоставляет дополнительные возможности для комбинации атак. В случае блокирования спецприёма, игрок сможет отменить его в фокус-атаку, а затем отменить его в рывок назад во избежание ответной атаки. Как отметил Ёсинори Оно, при введении фокус-атаки разработчики руководствовались стремлением перевести акцент от комбо к более реалистичной системе, которую он сравнил с боксом, где «главное — предугадать атаку оппонента прежде, чем он начнёт двигаться… Мы не забываем о комбо или связываемых приёмах, но [вновь введённая] фокус-атака потребует [от игрока] предугадывать атаку оппонента. Нововведённая система позволяет сделать наземную атаку таким же удобным способом атаковать оппонента, каким был прыжок в предыдущих частях».

### Ультра-комбо
Усиленные версии спецприёмов — супер-комбо (Super Combo), бывшие постоянным атрибутом серии со времён Super Street Fighter II Turbo, возвратились в Street Fighter IV. Как и в Super Turbo, каждый персонаж имеет как минимум по одному супер-комбо. Также, для спецприёмов различных персонажей имеются их соответствующие усиленные версии — так называемые EX-спецприёмы (EX Special Moves), впервые в серии введённые в домашней версии Street Fighter: The Movie. В дополнение ко всему вышеописанному, в игре была введена новая разновидность суперприёмов, официально называемая ультра-комбо (англ. Ultra Combo). Для всех бойцов ультра-комбо представляет собой усиленную версию супер-комбо (для примера: мэцу-хадокэн являет собой усиленную версию синку-хадокэна), требуя тот же ввод, что и супер-комбо, но с зажатием всех кнопок удара рукой либо ногой (в зависимости от того или иного приёма). Графически ультра-комбо представляет собой длинную и в ряде случаев зрелищную комбинацию различных ударов вместе с другими боевыми техниками. Под выполнение ультра-комбо отведена отдельная энергетическая шкала, называемая шкалой мщения (см. выше). В отличие от шкалы супер-комбо, которая заполняется при нанесении урона противнику либо при выполнении спецприёмов, шкала для ультра-комбо заполняется при получении урона от атаки оппонента либо поглощении таковой фокус-атакой и не переносится между раундами. Отчасти, эта схема похожа на ту, что использовалась при заполнении энергетической шкалы в K-груве в Capcom vs. SNK 2. Шкала ультра-комбо разделена на два деления, поэтому для получения возможности использования ультра-комбо достаточно её заполнения наполовину. Как и при использовании некоторых спецприёмов или супер-комбо, камера при использовании ультра-комбо (примеры: Ultimate Atomic Buster Зангиева или Tanden Stream Сета) может смещаться под различными углами для большей зрелищности.

## Синопсис
Действие Street Fighter IV начинается несколько месяцев спустя после событий Street Fighter II, таким образом, предшествуя событиям сюжета Street Fighter III. После возвращения Байсона, считавшегося умерщвлённым Акумой в конце предыдущего турнира, таинственная оружейная корпорация S.I.N. (аббревиатура от англ. Shadaloo Intimidation Network — рус. Сеть запугивания «Шадалу») — дочерняя организация «Шадалу» — организует новый бойцовский турнир с целью собрать сильнейших бойцов мира для завершения проекта создания оружия массового поражения BLECE (аббревиатура от англ. Boiling Liquid Expanding Cell Explosion). У всех бойцов свои причины для участия в турнире, но особенный интерес в S.I.N. проявляют к Рю, полагая, что имеющаяся в нём сила сацуи-но хадо может оказаться достаточной для завершения BLECE. Корпорация публично занимается организацией турнира, используя системы предварительной квалификации и начисления очков для определения наиболее достойных бойцов для дальнейшего прохождения. Таким образом, можно предположить, что только участники турнира (не включая Сета) являются играбельными персонажами в Street Fighter IV.

### Персонажи
В аркадной версии Street Fighter IV присутствует 19 персонажей, из которых 16 (весь состав оригинальной Street Fighter II (включая четырёх боссов)) и четыре новых персонажа) изначально доступны для игры. Акума, последний раз появлявшийся в Street Fighter III: 3rd Strike, появляется в Street Fighter IV как секретный играбельный оппонент при прохождении аркадного режима; таким образом, в игре присутствует 17 играбельных персонажей. Помимо него, имеются ещё два секретных персонажа, для игры недоступных: стандартный босс аркадного режима Сет и Гокэн — секретный неиграбельный оппонент при прохождении аркадного режима.
В домашних версиях игры было добавлено ещё шесть персонажей (см. ниже), которые могут быть разблокированы при прохождении определёнными персонажами; Сет и Гокэн, бывшие неиграбельными в аркадной версии, также стали доступными для игры. Таким образом, всего в Street Fighter IV насчитывается 25 персонажей.

#### Новые персонажи
- Абель (яп. アベル Абэру, англ. Abel) — французский самбист, являющийся одной из ранних версий Сета и ищущий оставшихся членов «Шадалу» для боя с ними.[14]
- Краймсон Вайпер (яп. クリムゾン・ヴァイパー Куримудзон Вайпа:, англ. Crimson Viper, дословно рус. Багряная Гадюка) — двойной агент ЦРУ и S.I.N., сражающаяся с помощью высокотехнологичного костюма и принимающая участие в турнире для проверки возможностей костюма.[14][15]
- Руфус (яп. ルーファス Ру:фасу, англ. Rufus) — американский байкер, пытающийся оспорить у Кена титул сильнейшего бойца в США.
- Эль Фуэрте (яп. エル・フォルテ Эру Форутэ, исп. El Fuerte, дословно рус. Силач) — мексиканский шеф-повар, выступающий в стиле луча либре.[16]
- Сет (яп. セス Сэсу, англ. Seth) — антагонист игры, исполнительный директор S.I.N., способный использовать техники других бойцов.[17][18]
- Гокэн (яп. 剛拳 Го:кэн, ромадзи Gouken) — старший брат Акумы, учитель Рю и Кена.[18][19]

#### Вернувшиеся персонажи
| \| - Рю - Кен - Чунь Ли[20][21] - Э. Хонда[21] - Бланка[21] - Зангиев[21] - Гайл[21] \| - Дальсим[21] - Балрог[22][K 3] - Вега[K 4] - Сагат[22] - М. Байсон[K 5] - Акума[K 6] \| | - Дан Хибики - Фэй Лун - Сакура - Кэмми - Юань - Роуз |
| - Рю - Кен - Чунь Ли - Э. Хонда - Бланка - Зангиев - Гайл | - Дальсим - Балрог - Вега - Сагат - М. Байсон - Акума |

### Озвучивание
При выходе домашних версий Street Fighter IV стала первой игрой в серии (после оригинальной Street Fighter), для которой вместе с озвучиванием на японском языке была записано озвучивание полностью на английском языке (в играх подсерии Street Fighter III часть персонажей была озвучена японоязычными актёрами (сэйю), часть — англоязычными). Также игрок может сам выбрать в настройках домашних версий игры язык озвучивания отдельно для каждого персонажа при условии прохождения аркадного режима.

## Разработка

### Предыстория
Перед тем, как Ёсинори Оно предложил свою идею Кэйдзи Инафунэ, преобладающим мнением среди Capcom было то, что новая номерная часть в серии Street Fighter не была бы выпущена. Изначально в Capcom сопротивлялись идее Оно начать разработку новой Street Fighter после нескольких лет застоя. Однако, в свете популярности серии среди фан-сообщества и успеха Street Fighter II': Hyper Fighting на Xbox Live, Инафунэ дал проекту зелёный свет. Это была первая работа Оно в серии Street Fighter в качестве продюсера, хотя до этого он также участвовал в разработке Street Fighter III: 3rd Strike (как звукорежиссёр по менеджменту) и Capcom Fighting Jam (как продюсер). Основным ориентиром для команды разработчиков стала Super Street Fighter II Turbo.
Первоначальный концепт игры под названием Street Fighter IV Flashback, предложенный Дэвидом Сирлином, руководителем разработки Super Street Fighter II Turbo HD Remix, должен был включать в себя ранее не использовавшиеся идеи. По мысли Сирлина, игра включала в себя псевдотрёхмерный геймплей и состав бойцов, состоявший из персонажей Street Fighter II, Сакуры из подсерии Alpha и нескольких новых бойцов. Игра также должна была включать в себя режим одиночного прохождения, оформленный как 3D-экшен от третьего лица (на манер God of War), фокусировавшийся на истории Рю, а также все аркадные игры серии в их оригинальной форме и трёхмерную версию Super Turbo. Также согласно концепту, в игре предлагалось использование упрощенной схемы управления, которая позднее была использована в кроссовере Tatsunoko vs. Capcom и механика «отмотки» времени, вынесенная в заглавие концепта.

### Хронология разработки
11 октября 2007 года Capcom запустила на своем портале Capcom Unity специальный тизер под названием Prepare Yourself с таймером, отсчитывавшем время, оставшееся до предполагаемого анонса; тизер был сопровождён соответствующим постом на блоге компании, содержавшим зашифрованное сообщение.
Официальный анонс игры состоялся 17 октября 2007 года в рамках мероприятия Capcom Gamers Day, прошедшего в Лондоне; тогда же был представлен первый официальный трейлер, содержавший сцену боя между Рю и Кеном; впоследствии этот трейлер стал базой для вступительного ролика как в аркадной, так и в домашних версиях игры. Первые подробности об игре стали известны в декабре 2007 года: было заявлено, что игра будет представлять собой двухмерный файтинг с трёхмерной графикой и что в игру возвратятся персонажи из предыдущих частей; в том же месяце был представлен первый официальный скриншот.
В феврале 2008 года на выставке Amusement Machine Operators’ Union 2008 (AOU 2008) состоялась первая демонстрация игрового процесса; на ней же было объявлено о том, что релиз аркадной версии намечен на конец июля этого года. В этом же месяце означенная версия игры была также показана на ивенте Game Developers Conference 2008 (GDC '08) в Сан-Франциско; незадолго до японского релиза аркадной версии в июле того же года игра была также представлена на выставке E3 2008.
27 мая 2008 года Capcom анонсировала выпуск Street Fighter IV для персональных компьютеров с ОС Microsoft Windows и консолей Xbox 360 и PlayStation 3; в августе этого же года домашняя версия игры была представлена на мероприятии Games Convention 2008 в Лейпциге, а в октябре — на выставке TGS 2008; на последней выставке был анонсирован выпуск OVA на основе игры.
Осенью 2008 года стало известно ориентировочное время выхода домашних версий игры — зима 2008—2009 годов; позднее Capcom озвучила более конкретную дату относительно версий для Xbox 360 и PlayStation 3 — 17 февраля 2009 года в североамериканском регионе и 20 февраля того же года — в Европе; начало продаж состоялось в означенные сроки. Компьютерная версия игры была представлена Capcom на мероприятии Captivate в апреле-мае 2009 года; тогда же была озвучена окончательная дата выпуска игры в этой версии для стран PAL-региона — 3 июля.

### Техническая часть
| Системные требования | Системные требования | Системные требования |
| -------------------- | --- | --- |
|                      | Минимальные | Рекомендуемые |
| Windows              | | |
| ОС                   | Windows XP, | Windows Vista |
| ЦПУ                  | Intel Pentium 4 с тактовой частотой 2 ГГц или аналогичный                                                                         | Intel Core 2 Duo с тактовой частотой 2 ГГц или аналогичный                                                                                    |
| Объём ОЗУ            | 1 ГБ или больше | 2 ГБ или больше |
| Место на диске       | 10 ГБ | 10 ГБ |
| Видеокарта           | поддержка DirectX 9.0c/Shader3.0 или лучше, серия NVIDIA GeForce 6600, ATI Radeon X1600 или выше, видеопамять – 256 Мб или больше | поддержка DirectX 9.0c/Shader3.0 или лучше, серия NVIDIA GeForce 8600 или лучше, ATI Radeon X 1900 или лучше, видеопамять – 512 Мб или больше |

Аркадная версия Street Fighter IV базируется на аркадной системе Taito Type X2; на ней же базируется аркадная версия Super Street Fighter IV; аркадная версия Ultra Street Fighter IV базируется на системе Taito Type X3; во всех случаях система установлена в корпус Taito Vewlix. Сетевые возможности системы делают возможной игру между двумя игроками, сидящими за отдельными автоматами, соединёнными в пределах LAN, посредством платформы NESYS. В Ultra Street Fighter IV была реализована поддержка сетевой игры посредством платформы NESiCAxLive.
Персонажи и окружение представлены в игре в форме трёхмерных полигональных моделей, как и в побочной подсерии EX, разработанной с участием компании Arika; в то же время, средства сел-шейдерной анимации позволили разработчикам добиться эффекта ручной отрисовки. Несмотря на то, что игра остаётся при всём этом двухмерной в плане геймплея, камера имеет некоторую свободу перемещения в трёхмерном пространстве в определённые моменты боя для придания происходящему драматического эффекта. Арт-директором игры выступил художник Дайго Икэно, ранее работавший над Street Fighter III: 3rd Strike и в Street Fighter IV нацелившийся на следование графическому стилю Street Fighter II.

### Особенности домашних версий
Версии Street Fighter IV для домашних платформ включают в себя, помимо добавленных персонажей (см. выше), ряд других особенностей, отсутствующих в аркадной версии игры. Все они включают в себя сетевую игру через сервисы соответствующих платформ; шесть добавленных арен; загружаемый контент; новый режим испытаний, служащий подготовке новых игроков посредством воспроизведения приёмов и комбо с последовательно возрастающей сложностью. Компьютерная версия Street Fighter IV включает в себя также функцию голосового чата и ряд эксклюзивных достижений, но не имеет поддержки кроссплатформенной игры. Помимо этого, Street Fighter IV на PC включает возможность свободной настройки разрешения экрана и три новых графических фильтра, доступных для выбора.

## Отзывы
| Сводный рейтинг        | Сводный рейтинг                           |
| Агрегатор              | Оценка                                    |
| ---------------------- | ----------------------------------------- |
| GameRankings           | 93,64 % (PS3) 93,23 % (X360) 90,21 % (PC) |
| Metacritic             | 94 % (PS3) 93 % (X360), 91 % (PC)         |
| Иноязычные издания     |                                           |
| Издание                | Оценка                                    |
| 1UP.com                | A                                         |
| Eurogamer              | 10 / 10                                   |
| Game Informer          | 9,25 / 10 (X360 и PS3)                    |
| GameSpot               | 9,0 / 10                                  |
| GameTrailers           | 9,2 / 10                                  |
| IGN                    | 9,3 / 10                                  |
| Play (UK)              | 95 %                                      |
| X-Play                 | 5 / 5                                     |
| GameStats              | 9,5 / 10 (PS3) 9,3 / 10 (X360)            |
| Русскоязычные издания  |                                           |
| Издание                | Оценка                                    |
| Absolute Games         | 84 % (PC)                                 |
| «PC Игры»              | 9,0 / 10 (PC)                             |
| PlayGround.ru          | 9,4 / 10 (PC)                             |
| «Игромания»            | 9,0 / 10                                  |
| «Игры Mail.ru»         | 8,5 / 10 (PC)                             |
| «ЛКИ»                  | 90 % (PC)                                 |
| «Мир фантастики»       | 8 / 10                                    |
| Награды                |                                           |
| Издание                | Награда                                   |
| Golden Joystick Awards | «Файтинг года»                            |
| Game Critics Awards    | «Лучший файтинг 2008 года»                |

Аркадная и домашние версии Street Fighter IV получили преимущественно положительные отзывы игровых изданий. Общий рейтинг домашних версий игры по версии агрегатора Metacritic составляет 94 % (версия для PlayStation 3), 93 % (версия для Xbox 360) и 91 % (компьютерная версия).
Аркадная версия Street Fighter IV была признана лучшей японской игрой 2008 года по версии редакторского состава журнала Arcadia в выпуске журнала за февраль 2009 года. Также игра победила в номинациях «Лучшая графика», «Лучший продакшн» и «Выбор читателей», а персонаж Рю занял первое место в двадцатке лучших персонажей игр, выпущенных в 2008 году.
При выходе домашних версий, рецензенты издания PlayStation: The Official Magazine в выпуске за февраль 2009 года поставили ей оценку в 5 баллов из 5, тогда как рецензенты Official Xbox Magazine в выпуске за тот же месяц поставили оценку в 9.5 баллов из 10. Известное интернет-издание IGN поставило игре оценку в 9.3 баллов из 10, похвалив её за глубину боевой системы, но сказав, что аниме-катсцены, сопровождающие прохождение аркадного режима, плохо анимированы и «мало что могут рассказать» по сюжету игры. От издания GameSpot игра получила награду «Лучший файтинг 2009 года» как по версии редакторского состава, так и по мнению читателей издания. Также игра получила награды в соответствующей номинации от веб-сайта GameTrailers и на церемонии Spike Video Game Awards 2009.
Портал Giant Bomb, в лице своего сооснователя и ведущего обозревателя Джеффа Герстманна, поставил игре 5 звёзд из 5, отметив, что «Street Fighter IV достаточно мощно сочетает старое и новое, чтобы вернуть фанатов, и при этом быть достаточно отличной от иных игр, чтобы привлечь тех, кто имел дело с жанром с первых его дней». Eurogamer поставил игре 10 баллов из 10, сказав, что «после более чем месяца ежедневной игры в Street Fighter IV стало ясным то, что игра смогла привлечь к себе широкий круг игроков с различными способностями и вкусами, не требуя от них особой преданности».
Российский журнал «Игромания» в лице своего рецензента Александра Башкирова поставил игре в версии для PC оценку в 9 баллов из 10, заключив, что игра, при отсутствии элемента новизны в её концепции, представляет собой «идеально выверенный файтинг: одновременно яркий, динамичный, зрелищный, хардкорный и смешной», вкупе с упором на эффект ностальгии. Этим же журналом Street Fighter IV была признана лучшим файтингом по итогам 2009 года. Обозреватель Stranger из Absolute Games в своей рецензии признаёт SFIV «лучшим файтингом на РС со времен Guilty Gear XX #Reload», с учётом действовавшего на тот момент положения в жанре.
Высоких оценок удостоилась также версия игры на iOS. Портал Gameplayershub.com присудил игре оценку в 97 %, отметив, что игра «выполнена так, как должны быть выполнены будущие игры на этой платформе».
Некоторыми критиками Street Fighter IV считается одной из наилучших игр своего поколения; журнал Edge поставил игру на 14-е место в своём рейтинге «100 лучших игр, в которые можно поиграть сегодня», отмечая, что игра «открыла жанр всем желающим, ничего при этом не лишившись: ни глубины, ни преданных фанатов».

### Продажи
При разработке домашних версий Capcom рассчитывала продать 1,7 миллиона копий игры; уже после начала продаж Capcom сообщила, что отгрузила для продажи 2 миллиона копий. В первую неделю продаж на вышеозначенных платформах было продано больше 83 тысяч копий игры в версии для PlayStation 3 и больше 37 тысяч — в версии для Xbox 360. В Великобритании игра возглавила мультиплатформенные чарты и установила рекорд продаж; от их общего числа больше половины приходилось на версии для PS3. Совокупный тираж всех домашних версий Street Fighter IV по состоянию на июль 2016 года составил более 3,4 миллионов копий.

## Обновлённые версии

### Super Street Fighter IV
Вышедшая в апреле 2010 года, Super Street Fighter IV стала первым крупным обновлением к игре. Оно включило в себя несколько новых режимов сетевой игры и десять добавленных персонажей (из которых два — полностью новые), а также правки и настройки баланса для возвратившихся персонажей, вместе с вводом дополнительного ультра-комбо для всех персонажей.
Первоначально игра вышла для PlayStation 3 и Xbox 360; впоследствии она появилась на аркадных автоматах с расширенным контентом, а оттуда была позднее портирована на домашние платформы в форме Super Street Fighter IV: Arcade Edition. Портативная версия игры, получившая название Super Street Fighter IV: 3D Edition, вышла для портативной консоли Nintendo 3DS в марте 2011 года, включив возможность стереоскопического изображения и сопутствующие особенности.

### Super Street Fighter IV: Arcade Edition
Аркадная версия Super Street Fighter IV, как и оригинальная Street Fighter IV, базирующаяся на аркадной системе Taito Type X2, вышла зимой 2010—2011 годов в Японии и в ограниченном тираже в Северной Америке и Европе, включив в себя четырёх добавленных персонажей и правки к балансу имеющихся. Позднее, игра была выпущена на домашних платформах с подзаголовком Arcade Edition летом 2011 года как самостоятельным тайтлом, так и загружаемым дополнением. В конце 2011 года игра получила бесплатный патч под названием Version 2012, включающий обновление баланса. 1 июня 2014 года сетевая часть игры была переведена с Games for Windows — Live (в связи с закрытием последнего Microsoft) на Steam..

### Ultra Street Fighter IV
| Сводный рейтинг | Сводный рейтинг | Сводный рейтинг | Сводный рейтинг |
| Издание         | Оценка          | Оценка          | Оценка          |
| Издание         | PS3             | PS4             | Xbox 360        |
| --------------- | --------------- | --------------- | --------------- |
| GameRankings    | 85,95 %         | 73,18 %         | 82,95 %         |

Новое обновление, получившее название Ultra Street Fighter IV, было анонсировано на чемпионате EVO 2013 и вышло в апреле 2014 года на аркадных автоматах; летом этого же года состоялся сначала цифровой релиз на PlayStation 3 и Xbox 360, а позднее и релиз на физических носителях для вышеупомянутых платформ и на PC через сервис Steam. Помимо стандартных правок баланса, обновление включило в себя изменения и дополнения к боевой системе, шесть добавленных арен, перенесённых из Street Fighter X Tekken, и пять добавленных персонажей, из которых один «полностью» новый.